# Вацлав Весели
Вацлав Весели (чеськ. Václav Veselý, 13 серпня 1900, Прага — 10 грудня 1941, Прага) — чехословацький гімнаст, призер Олімпійських ігор, чемпіон світу.

## Біографічні дані
На чемпіонаті світу 1926 Вацлав Весели завоював золоту медаль у командному заліку.
Вацлав Весели виграв на Олімпіаді 1928 срібну медаль в командному заліку. В індивідуальних видах змагань зайняв місця далекі від призових. В абсолютному заліку він зайняв 28-е місце. Також зайняв 32-е місце на перекладині, 47-е — на коні, 25-е — у вправах на брусах, 17-е — у вправах на кільцях, 30-е — в опорному стрибку.